# 厚木那奈美
厚木那奈美（日语：／ Atsugi Nanami，1997年10月11日—，日本女性配音員。出身於長野縣。81 Produce、avex pictures所屬。B型血。

## 簡介
2017年初，從Wake Up, Girls！AUDITION第3回動畫主唱試鏡徵選中獲選之後。與林鼓子、森嶋優花共3人組成聲優組合Run Girls, Run！。同年10月首播的電視動畫《Wake Up, Girls！新章》首次出演。

## 人物
3歲開始學習彈鋼琴超過10年，並上過芭蕾舞教室。
喜歡讀書，其中她喜歡的是西尾維新小說。
與同行峯田茉優是國中時期認識的同學，出道後2人一起在電台節目《認真！AniLove》第一次合作主持。

## 演出
粗體字表示主要角色。

### 電視動畫
2017年
- Wake Up, Girls！新章（阿津木五花[8]）

2018年
- 爆肝工程師的異世界狂想曲（瑪莎[9]）
- 閃躍吧！星夢☆頻道（青葉凜花[10][11]）
- （路人女性(2)）
- 卡片鬥爭!! 先導者 (2018年版)（諾言女性）

2019年
- 星光王子 KING OF PRISM -Shiny Seven Stars- （女子）
- 刺客守則（尼切、女學生）

2020年
- 貓娘樂園（女性解說者）

2021年
- 天地創造設計部（233）
- 橘色榮耀！（中山梨乃）

2022年
- 神渣☆偶像

### 電影動畫
2018年
- 劇場版 星光樂園&星夢頻道：閃閃發光的紀念LIVE（青葉凜花[12]）
- 我想吃掉你的胰臟（指南聲音[13]、朋友、客人[14]）

### 遊戲
2018年
- 再見吧武器（緹莉婭[15]）
- Wake Up, Girls！新星的天使（阿津木五花[16]）
- 閃躍吧！星夢☆頻道（青葉凜花）
- 月煌－Luster－（页面存档备份，存于）（青月、艾尼達）

2020年
- 22/7 音樂的時間（君島奈奈[17]）

2021年
- 宇航少女
- 蔚藍檔案（佐城智惠[18]）

2022年
- 怪物彈珠（2022年 - 2023年 海涅[19]、克菈菈蜜絲[20]）
- 言靈戰士KOTODAMAN

### 數位漫畫
- 片想！（2019年，女子A[21]）

### 電視節目
- （2019年7月4日－，TOKYO MX）
- 偶像×戰士 奇蹟之音！ 第17話（2019年7月28日，東京電視台[22]）青葉凜花的聲音

### 廣播節目
※記號表示說明網路廣播。
- Wake Up, Girls！與Run Girls, Run！的All Night-NIPPONi（2017年－2018年，不定期主持人，All Night-NIPPONi（日语：オールナイトニッポンi））※[23]
- Run Girls, Radio！（2017年－2018年，HiBiKi Radio Station（日语：HiBiKi Radio Station））※[24]
- Run Girls, Radio!!（2018年－播出中，HiBiKi Radio Station）※[25]
- Run Girls, Run！的All-Night JAPANi（2019年，All-Night JAPANi，不定期主持人）※[26]
- Share the Night（日语：Share the Night）（2020年－播出中，FM橫濱（日语：横浜エフエム放送））[27][28]
- 厚木那奈美（2020年－播出中，YouTube Run Girls, Run！官方頻道 （页面存档备份，存于））※

### 網路播出
- LIVEDAM COMPANY（页面存档备份，存于）（2018年，FRESH LIVE（日语：FRESH LIVE）[29][30]）
- 星光樂園&星夢頻道 特別節目（2019年，TSUTAYA TV[31][32]）
- 七彩料理（2019年－，niconico直播[33]）
- Run Girls, Run！的3人4腳自由形（日语：Run Girls, Run!の3人4脚自由形）（2019年－，niconico頻道、YouTube）[34]

### 有聲書
2018年
- REcycleKiDs（亞紀）[35]

2019年
- （小早川志乃[36][37]）
- 對某飛行員的誓約（日语：とある飛空士への誓約）（紫神樂、坂上由美子[38]）

### 廣告
- Suntoryfoods（日语：サントリーフーズ）『CRAFT BOSS（日语：BOSSコーヒー）×排屋公寓 「9th WEEK MILK TEA COMING」篇』（2019年，奶茶[39][40]）

## 音樂作品
聲優組合Run Girls, Run！的歌曲請參照「Run Girls, Run！」。

### 角色歌曲
| 發行日期 | 標題                                                 | 名義                                                                  | 曲名                       | 備註                                      |
| 2018年   | 2018年                                               | 2018年                                                                | 2018年                     | 2018年                                    |
| -------- | ---------------------------------------------------- | --------------------------------------------------------------------- | -------------------------- | ----------------------------------------- |
| 12月5日  | 閃躍吧！星夢☆頻道♪歌曲精選 ～2nd Channel～           | 青葉凜花（厚木那奈美）                                                | 「醒☆」                    | 電視動畫《閃躍吧！星夢☆頻道》劇中插入歌   |
| 12月5日  | 閃躍吧！星夢☆頻道♪歌曲精選 ～2nd Channel～           | Miracle Kiratts                                                       | 「SUPER CUTIE SUPER GIRL」 | 電視動畫《閃躍吧！星夢☆頻道》劇中插入歌   |
| 2019年   |                                                      |                                                                       |                            |                                           |
| 4月4日   | －                                                   | Miracle Kiratts                                                       | 「☆！」                    | 遊樂設施遊戲《閃躍吧！星夢☆頻道》收錄歌曲 |
| 5月25日  | GAME Pri☆chan Music Collection vol.1                 | Miracle Kiratts                                                       | 「☆」                      | 遊戲《閃躍吧！星夢☆頻道》收錄歌曲         |
| 9月11日  | 閃躍吧！星夢☆頻道♪音樂精選輯                         | Miracle Kiratts                                                       | 「乙女」                   | 電視動畫《閃躍吧！星夢☆頻道》劇中插入歌   |
| 9月11日  | 閃躍吧！星夢☆頻道♪音樂精選輯                         | Miracle Star                                                          | 「」                       | 電視動畫《閃躍吧！星夢☆頻道》劇中插入歌   |
| 9月11日  | 閃躍吧！星夢☆頻道♪音樂精選輯                         | 青葉凜花（厚木那奈美）                                                | 「醒☆」                    | 電視動畫《閃躍吧！星夢☆頻道》劇中插入歌   |
| 9月14日  | GAME Pri☆chan Music Collection vol.2                 | Miracle Kiratts、Meltic StAr                                          | 「」 「U.S.A」             | 遊戲《閃躍吧！星夢☆頻道》收錄歌曲         |
| 11月27日 | 閃躍吧！星夢☆頻道♪歌曲精選輯 ～Miracle Kiratts頻道～ | 青葉凜花（厚木那奈美）                                                | 「夢色」                   | 電視動畫《閃躍吧！星夢☆頻道》劇中插入歌   |
| 11月27日 | 閃躍吧！星夢☆頻道♪歌曲精選輯 ～Miracle Kiratts頻道～ | Miracle Kiratts                                                       | 「」                       | 電視動畫《閃躍吧！星夢☆頻道》劇中插入歌   |
| 2020年   |                                                      |                                                                       |                            |                                           |
| 6月24日  | 閃躍吧！星夢☆頻道♪音樂精選輯 Season.2                | Miracle Star、Ring Mary、白鳥杏樹（三森鈴子）、虹之咲黛雅（佐佐木李子） | 「鑽石微笑」               | 電視動畫《閃躍吧！星夢☆頻道》劇中插入歌   |
| 6月24日  | 閃躍吧！星夢☆頻道♪音樂精選輯 Season.2                | 桃山未來（林鼓子）、青葉凜花（厚木那奈美）、紫藤玫兒（森嶋優花）        | 「Brand New Girls」        | 電視動畫《閃躍吧！星夢☆頻道》片尾主題曲   |

### 影像作品

#### 參加影像作品
- &☆AUTUMN LIVE TOUR ！（2019年）[46]
- 2018（2019年）[47]

## LIVE、活動
聲優組合Run Girls, Run！的出演請參照「Run Girls, Run！#演唱會、活動」。

### 合同LIVE
| 出演日              | 活動名稱                            | 會場                                                |
| ------------------- | ----------------------------------- | --------------------------------------------------- |
| 2018年9月9日、29日  | &AUTUMN LIVE TOUR ！                | 2會場 - 難波Hatch - 中野太陽廣場（東京都）          |
| 2018年12月9日       | 2018                                | 幕張展覽館展示大廳（千葉縣）                        |
| 2019年9月15日、22日 | &AUTUMN LIVE TOUR 2019 ～！時間！～ | 2會場 - 舞濱圓形劇場（千葉縣） - ORIX劇場（大阪府） |
| 2019年12月15日      | Winter Live 2019                    | 幕張展覽館活動大廳（千葉縣）                        |

## 腳註

## 外部連結
- 81 Produce公式官網的聲優簡介 （日語）
- Run Girls, Run！官方部落格（页面存档备份，存于）（厚木那奈美負責週五） （日語）